# NGC 1233
NGC 1233 (другие обозначения — NGC 1235, IRAS03093+3907, UGC 2586, ZWG 525.6, MCG 6-8-3, ZWG 524.65, PGC 11955) — спиральная галактика (Sb) в созвездии Персей.
Этот объект занесён в новый общий каталог несколько раз, с обозначениями NGC 1233, NGC 1235.
Этот объект входит в число перечисленных в оригинальной редакции «Нового общего каталога».
В галактике вспыхнула сверхновая SN 2009lj типа Ic, её пиковая видимая звездная величина составила 19,0.
Галактика NGC 1233 входит в состав группы галактик NGC 1207. Помимо NGC 1233 в группу также входят NGC 1207 и UGC 2604.